# Andrés Náves
Andrés Náves Álvarez O.S.A. (Cortina, Naves, Oviedo, 22 de julio de 1839 - Valladolid, 25 de octubre de 1910) fue un botánico y religioso español, de la Orden de San Agustín. 

## Biografía
Nació en Cortina, aldea de la parroquia de Naves, del concejo de Oviedo, el 22 de julio de 1839. A la edad de dieciocho años ingresó al Colegio de los Filipinos de Valladolid, regentado por los agustinos calzados, y en el que hizo su profesión de votos el 17 de noviembre de 1858.
Sus superiores lo destinaron a las Misiones establecidas en el archipiélago filipino, hacia donde salió en 1863. Terminó sus estudios de Teología en el convento de San Pablo, Manila, y fue ordenado presbítero años después. Con posterioridad es destinado al distrito de Iloilo, en la isla de Panay, primeramente tuvo al frente de la parroquia de Nalupa, y pasando posteriormente a otras.
A la vera evangelizadora, sumó la pasión por el estudio de la florística filipina. Y su afán científico culminó con la tercera edición de la Flora de Filipinas del también agustino Padre Francisco Manuel Blanco (1778–1845), edición revisada y ampliada. Constaba esa tercera edición de cuatro tomos en gran folio con un total de más de mil quinientas páginas. La Flora abarca los tres primeros volúmenes y parte del cuarto; y contiene, además, introducciones y biografías en texto bilingüe castellano y latín. El resto de esos cuatro volúmenes eran apuntes del propio P. Blanco y del P. Llanos y la Novissimma appendix (Monocotiledóneas: Hidrocharideas, Ciperáceas) del P. Náves y del también asturiano P. Fernández Villar.
En Asturias colaboró con el periódico gijonés Ixuxú, que dirigió, en el año 1901, el escritor Pachu'l Péritu. Murió en Valladolid, en el convento de los agustinos el 25 de octubre de 1910.
- La abreviatura «Náves» se emplea para indicar a Andrés Náves como autoridad en la descripción y clasificación científica de los vegetales.[2]